# Bunyodkor Taschkent
Bunyodkor Taschkent (russisch «Бунёдкор» Ташкент Bunjodkor Taschkent) ist ein Fußballverein aus der usbekischen Hauptstadt Taschkent. Der Verein spielt derzeit in der höchsten Spielklasse von Usbekistan, der Usbekistan Super League.

## Vereinsgeschichte
Bunyodkor, was auf Deutsch so viel wie „Erschaffer“ oder „Schöpfer“ bedeutet, wurde am 6. Juli 2005 unter dem Namen „Neftgazmontaj-Quruvchi“ gegründet. In der ersten Saison schaffte die Mannschaft den direkten Aufstieg in die zweite Liga des Landes. Ein Jahr später stieg der Verein in die erste Liga von Usbekistan auf und gelangte in seiner ersten Saison auf den zweiten Platz. Dieses führte auch zur Teilnahme an der AFC Champions League 2008, in der das Team im Halbfinale an Adelaide United aus Australien scheiterte. Im August 2008 wurde der Verein in seinen heutigen Namen umbenannt. Vorher hieß der Verein PFC Kuruvchi (usbekisch Quruvchi PFK).
Aufsehen erregte der Klub, als er im August 2008 den ehemaligen Weltfußballer Rivaldo verpflichtete und Gespräche mit weiteren Fußballern wie Samuel Eto’o, Andrés Iniesta, Carles Puyol und Cesc Fàbregas führte. Kurz darauf verpflichtete der Verein Zico als Trainer. Er blieb jedoch nur bis zum Januar 2009. Am Ende der Saison 2008 stand die erste Meisterschaft für den Verein. Zudem konnte die Mannschaft auch den nationalen Pokal gewinnen.
Im Juni 2009 verpflichtete Bunyodkor Luiz Felipe Scolari als Trainer. Scolari unterschrieb einen Vertrag über 18 Monate, als Trainer blieb er allerdings nur bis Juni 2010, sein Vertrag wurde wegen finanzieller Schwierigkeiten des Vereins aufgelöst. Scolaris Nachfolge übernahm Mirjalol Qosimov.
Um die Strukturen des Vereins zu professionalisieren, wurde im Dezember 2011 Thomas Brdarić verpflichtet. Nach dieser Maßnahme konnte 2012 der Pokal und 2013 das Double gewonnen werden. Im Juni 2013 verließ Brdarić den Verein wieder und kehrte nach Deutschland zurück.

## Stadion
Seine Heimspiele trägt der Verein im Bunyodkor-Stadion in Taschkent aus. Das Stadion hat ein Fassungsvermögen von 34.000 Personen.

## Erfolge

### National
- Usbekischer Meister: 2008, 2009, 2010, 2011, 2013[5]
- Usbekischer Vizemeister: 2007, 2012, 2016

- Usbekischer Pokalsieger: 2008, 2010, 2012, 2013
- Usbekischer Pokalfinalist: 2007, 2009, 2014, 2015, 2017

- Usbekischer Supercupsieger: 2014

- Usbekischer Zweitligameister: 2006

Kontinental
- AFC-Champions-League-Halbfinalist: 2008, 2012

### Kontinental
- AFC Champions League

2008: Halbfinale
2009: Viertelfinale
2012: Halbfinale